# Kraljevina Valencia
Kraljevina Valencia je nastala 1239. godine kada je kralj Aragona, Jakov Osvajač, osvojio staru taifu Balansiyu (Taifa de Balansiya). Kasnije se i proširuje aneksiranjem susjednih područja.
Jakov Osvajač je ubrzo uvidio kako će teško ponovo naseliti cijelo osvojeno područje kršćanima, pa je odlučio održati neke od privilegija autohtonog stanovništva, kao na primjer poštovanje njihove religije i običaja, i to je potvrdio proglašenjem fuerosa. 
Novonastala politička tvorevina dobila je status kraljevine koja je ušla u sastav Krune Aragona. Na taj način je politički bila zavisna od Aragonske krune, ali je imala vlastitu upravu.
Stvaranje kraljevine je izazvalo veliko negodovanje među aragonskim i katalonskim plemstvom, jer su time ukinuta sva prava na posjede koje su imali na valencijskom teritoriju.